# John Nash (kiến trúc sư)
John Nash (sinh ngày 18 tháng 1 năm 1752 - mất 13 tháng 5 năm 1835) là một kiến trúc sư người Anh, chịu trách nhiệm cho phần lớn bố cục kiến trúc đô thị Luân Đôn. Ông là kiến trúc sư quan trọng nhất trong giai đoạn từ năm 1800 đến 1835.

## Công việc

### Làm việc ở Luân Đôn
Các công trình ở Luân Đôn bao gồm:

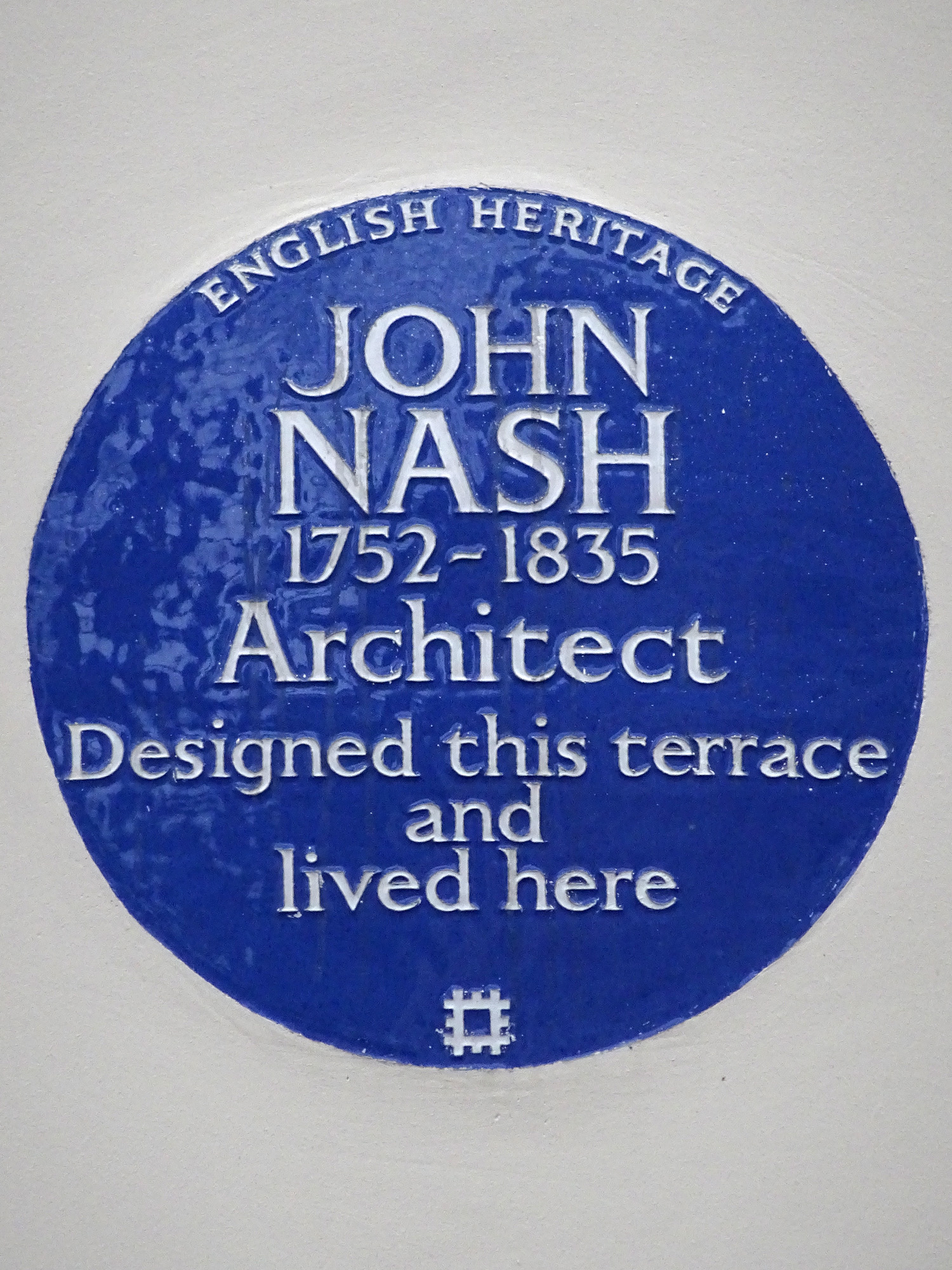
Một tấm bảng Di sản Anh chính thức, được dựng lên vào năm 2013

- Park Crescent, Luân Đôn (1806, 1819–21)
- Nhà Carlton, thay đổi, phá hủy
- Southborough House, 14 Ashcombe Avenue, Southborough, Surbiton (1808)
- Southborough Lodge, 16 Ashcombe Avenue, Southborough, Surbiton (1808)
- 18 Ashcombe Avenue, Southborough, Surbiton (1808) Ngôi nhà mùa hè của Southborough House
- Phố Regent (1809–1826) được xây dựng lại
- Kênh Regent (1811–1820)
- Royal Lodge (1811–20) sau đó được sửa sang lại bởi Sir Jeffry Wyattville
- Carlton House ở Luân Đôn đã tu sửa lại một số nội thất, (1812–14) bị phá bỏ năm 1825 để nhường chỗ cho Nash's Carlton House Terraces
- Quảng trường Trafalgar (1813–30) được thiết kế lại hoàn toàn bởi Sir Charles Barry
- Các Rotunda, Woolwich (1814; tái xây dựng 1820)
- Nhà hát Opera của Nhà vua, Haymarket, trong khuôn viên Nhà hát của Nữ hoàng. Royal Opera Arcade là phần duy nhất hiện nay còn tồn tại (1816–18).
- Waterloo Place (1816) được xây dựng lại
- Văn phòng cứu hỏa quận (1819) được xây dựng lại
- Giao lộ Piccadilly (1820) được xây dựng lại
- Suffolk Place, Haymarket (1820)
- Nhà hát Haymarket (1820–21)
- 14–16 Phố Regent (nhà riêng của Nash) (1820–21)
- Cổng York (1821)
- Nhà thờ All Souls, Langham Place (1822–25)
- Hanover Terrace (1822)
- Royal Mews (1822–24)
- Sussex Place (1822–23)
- Albany Terrace, Luân Đôn (1823)
- Quảng trường Park, Luân Đôn (1823–24)
- Park Village East and West (1823–34)
- Cambridge Terrace (1824)
- Cảnh quan của Đường King's (1824)
- Ulster Terrace (1824)
- Cung điện Buckingham. Các phòng bang và mặt tiền phía tây (1825–30), do James Pennethorne, Edward Blore và Aston Webb mở rộng
- Clarence House (1825–27)
- Cumberland Terrace (1826)
- Cựu Câu lạc bộ Dịch vụ Liên bang Pall Mall nay là Viện Giám đốc (IoD) (1826–28)
- Gloucester Terrace (1827)
- Marble Arch (1828)
- 430–449 Strand (1830)

### Làm với Decimus Burton
- Công viên Regent (1809–1832)[2]
- York Terrace(1822)[3]
- Chester Terrace (1825)[3][4]
- Cornwall Terrace[2]
- Clarence Terrace[2]
- Carlton House Terrace(1827–1833)[2]
- Công viên Thánh James (1814–1827)[2]

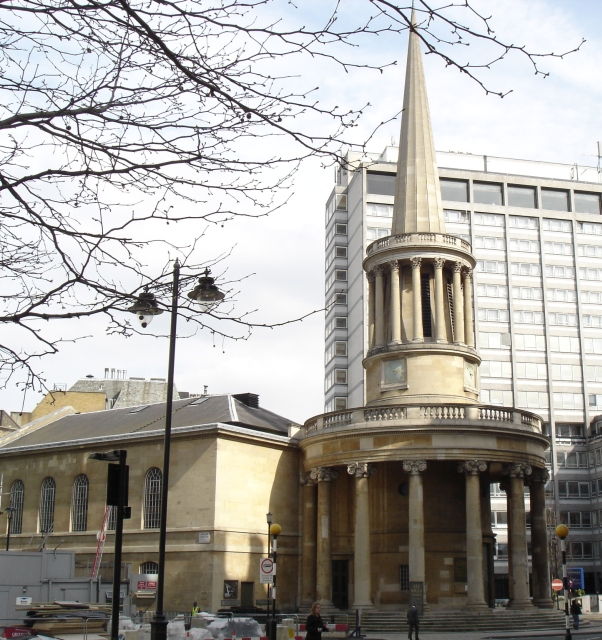
Nhà thờ All Souls ở Langham Place
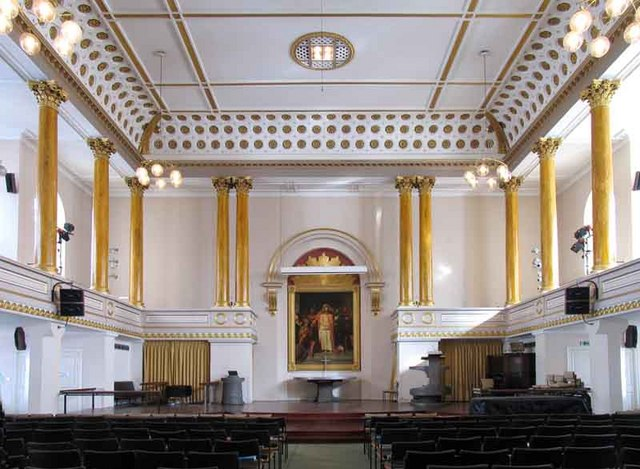
Nội thất nhìn từ phía đông, All Souls Langham Place
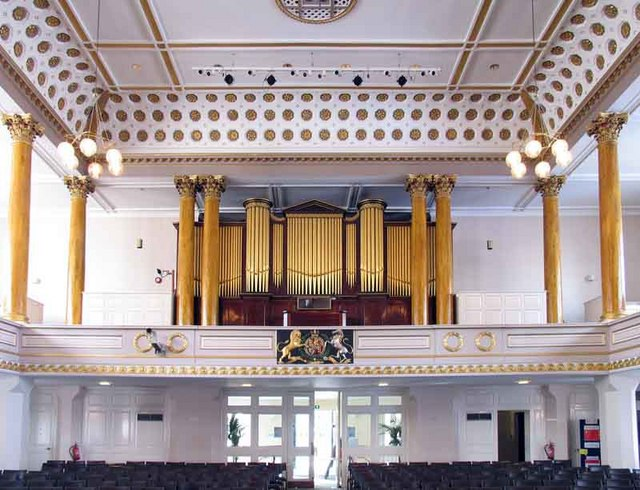
Nội thất nhìn từ phía tây, All Souls Langham Place
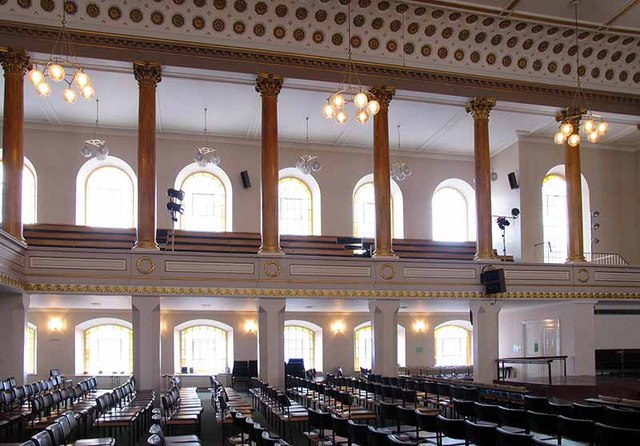
Nội thất nhìn từ phía bắc, All Souls Langham Place
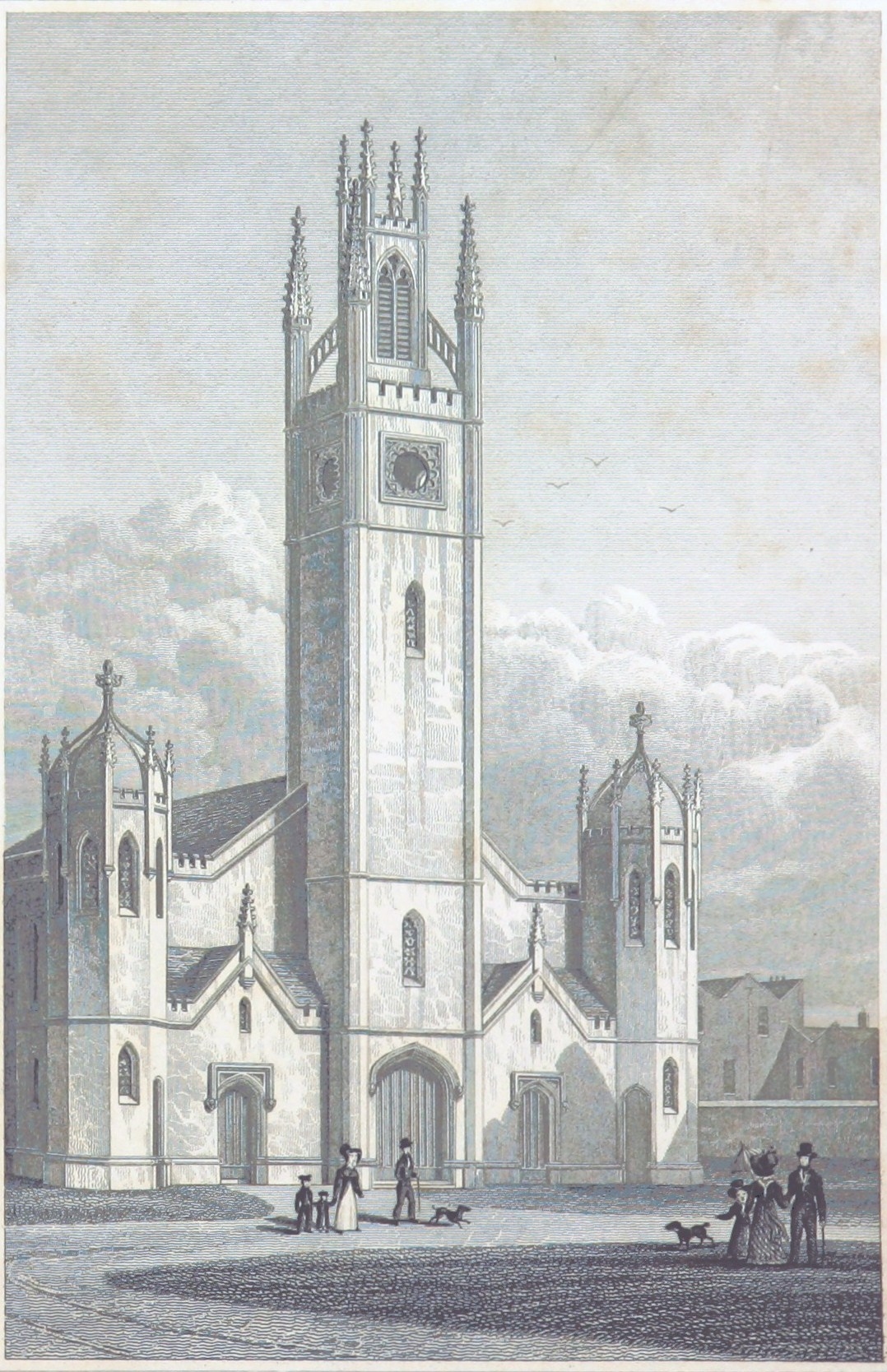
St Mary Haggerston
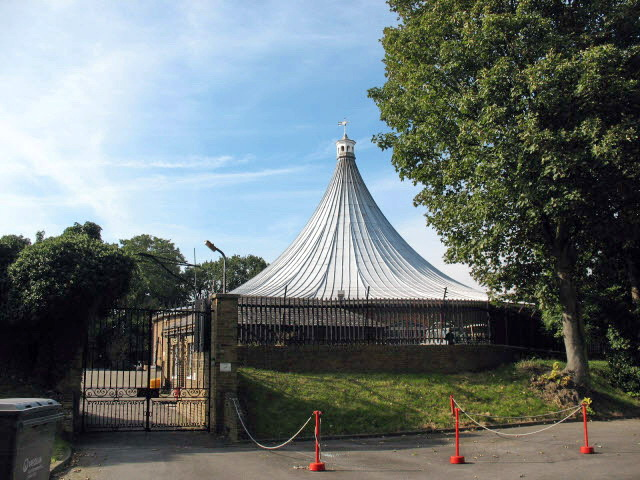
The Rotunda Woolwich
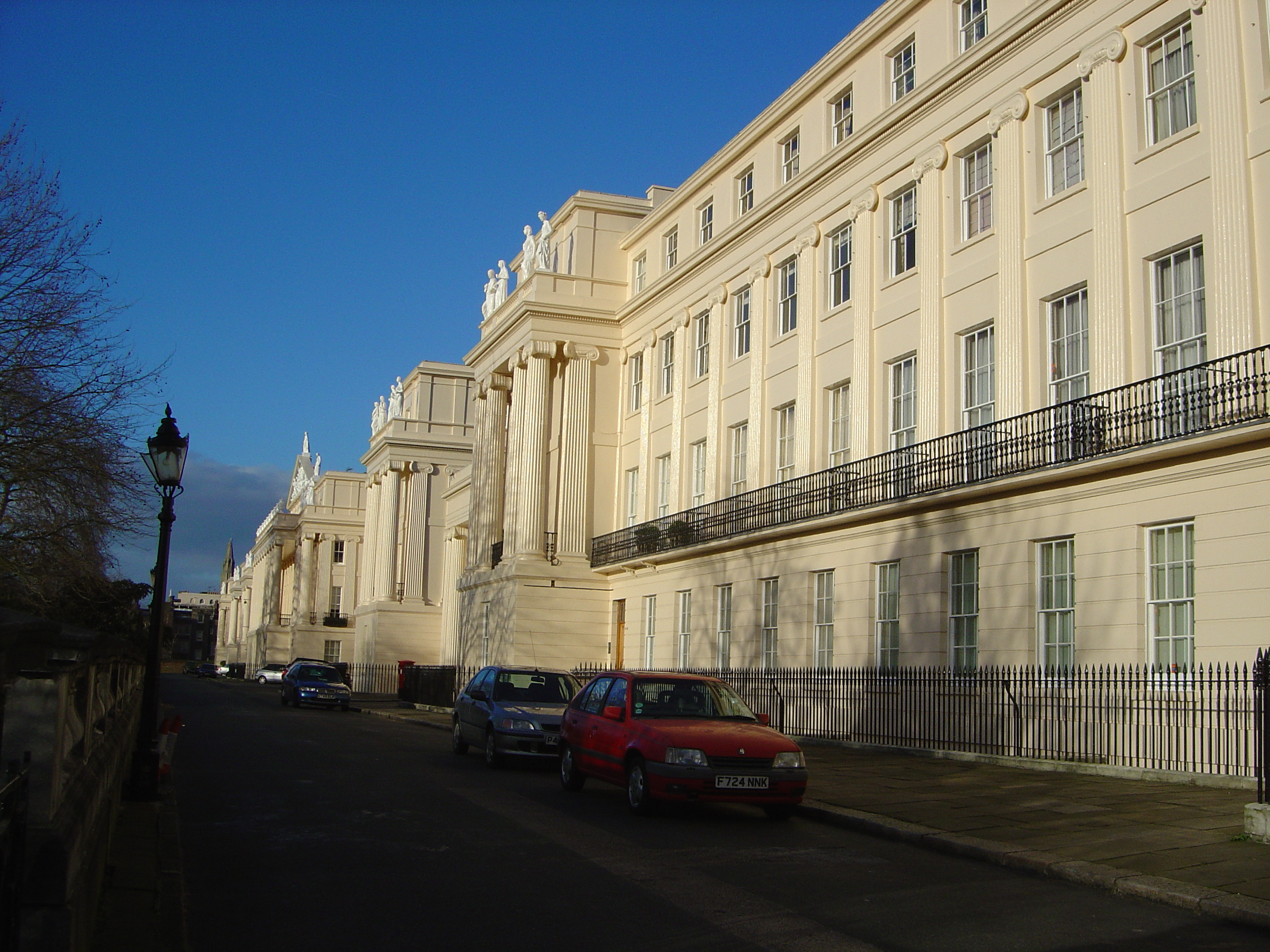
Cumberland Terrace
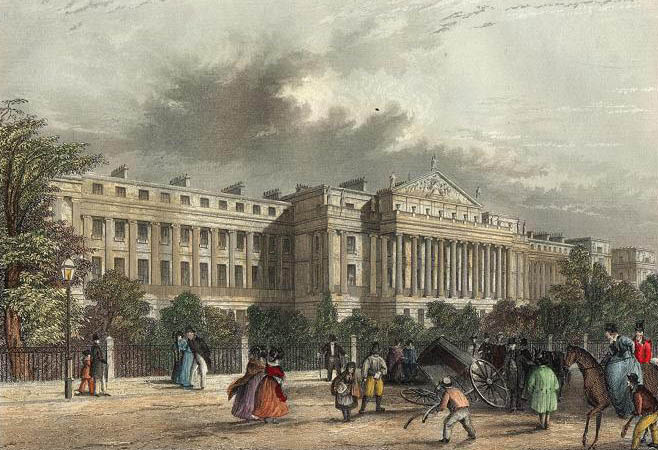
Cumberland Terrace
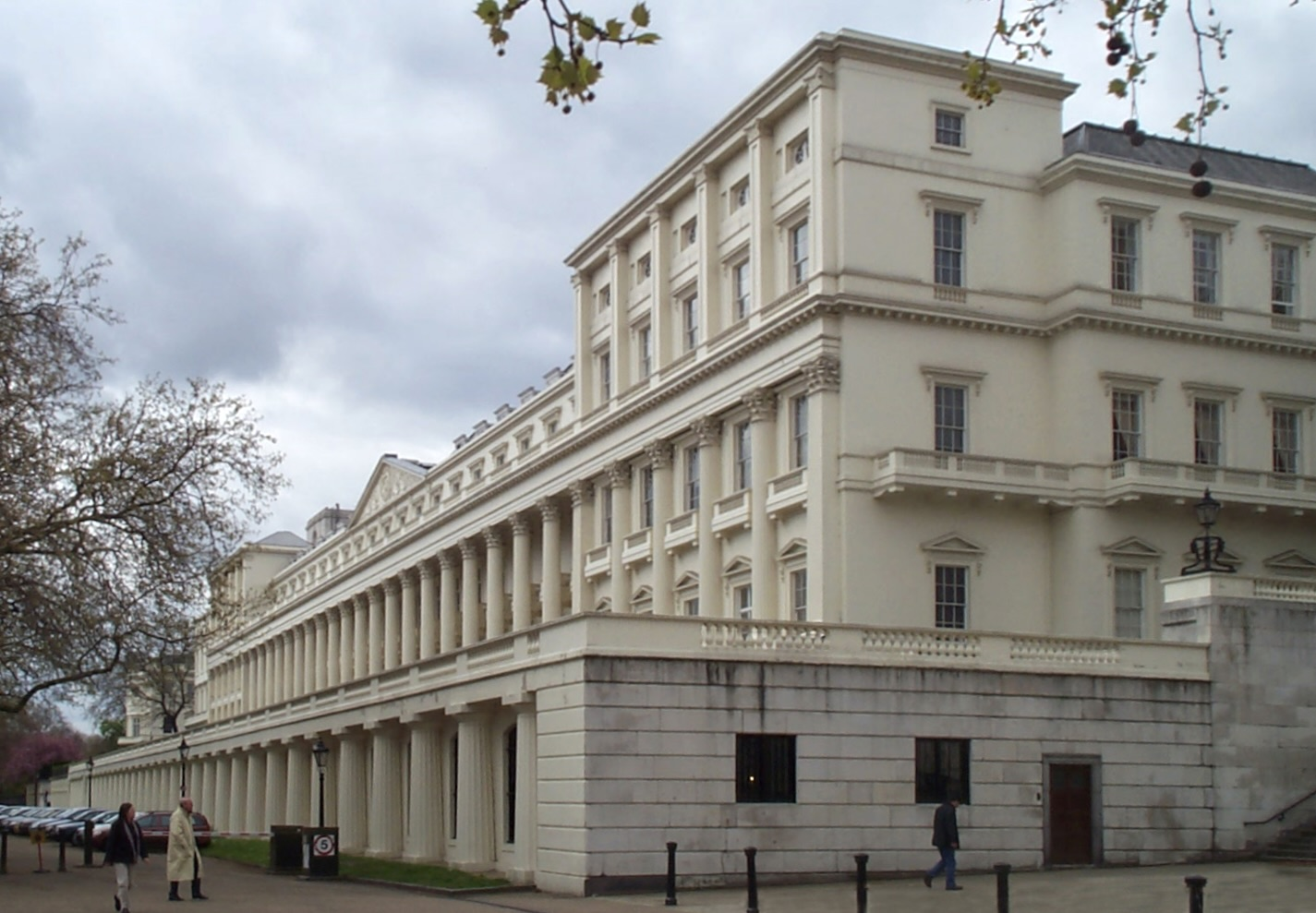
Carlton House Terrace
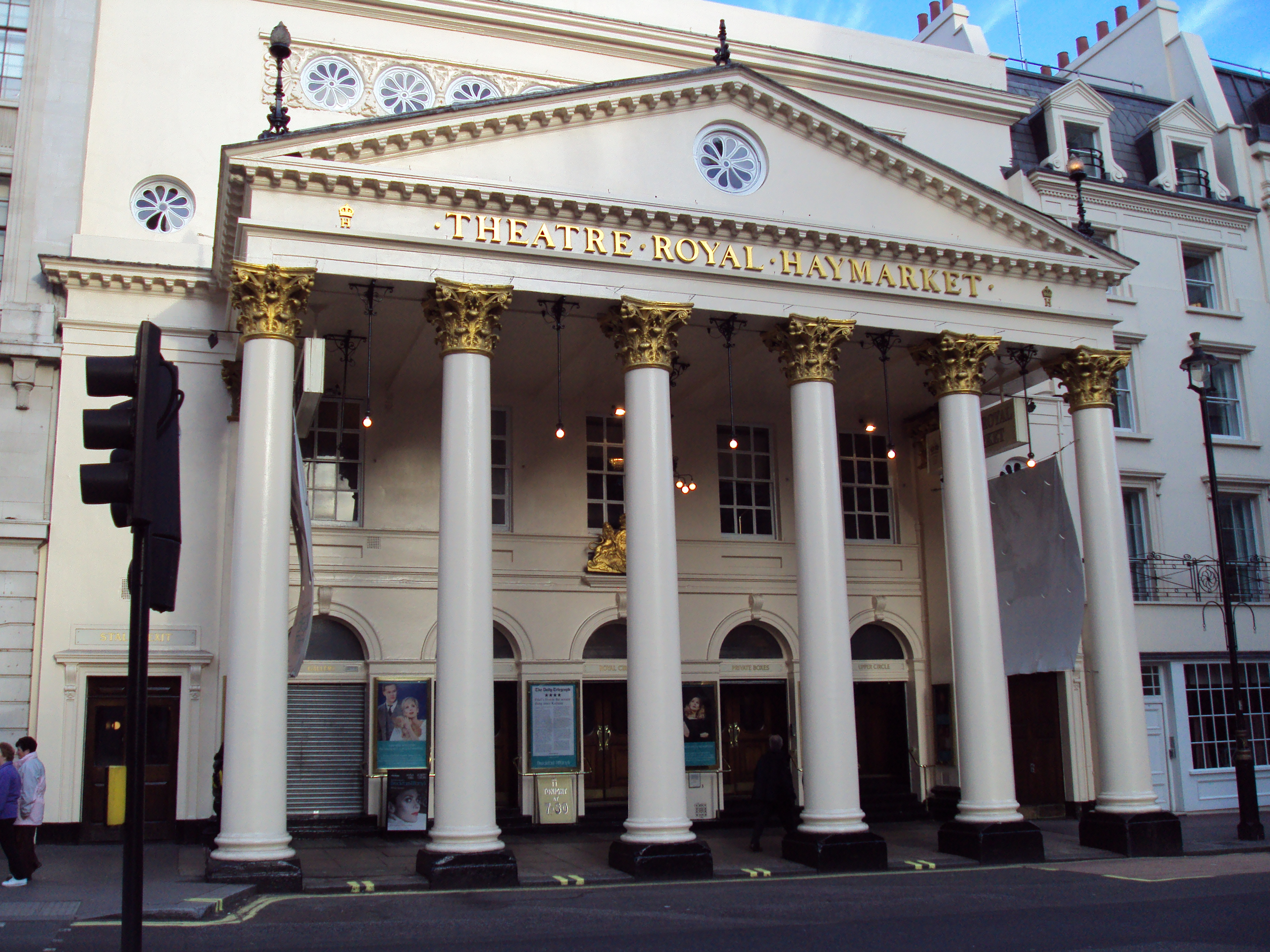
Nhà hát Hoàng gia Haymarket
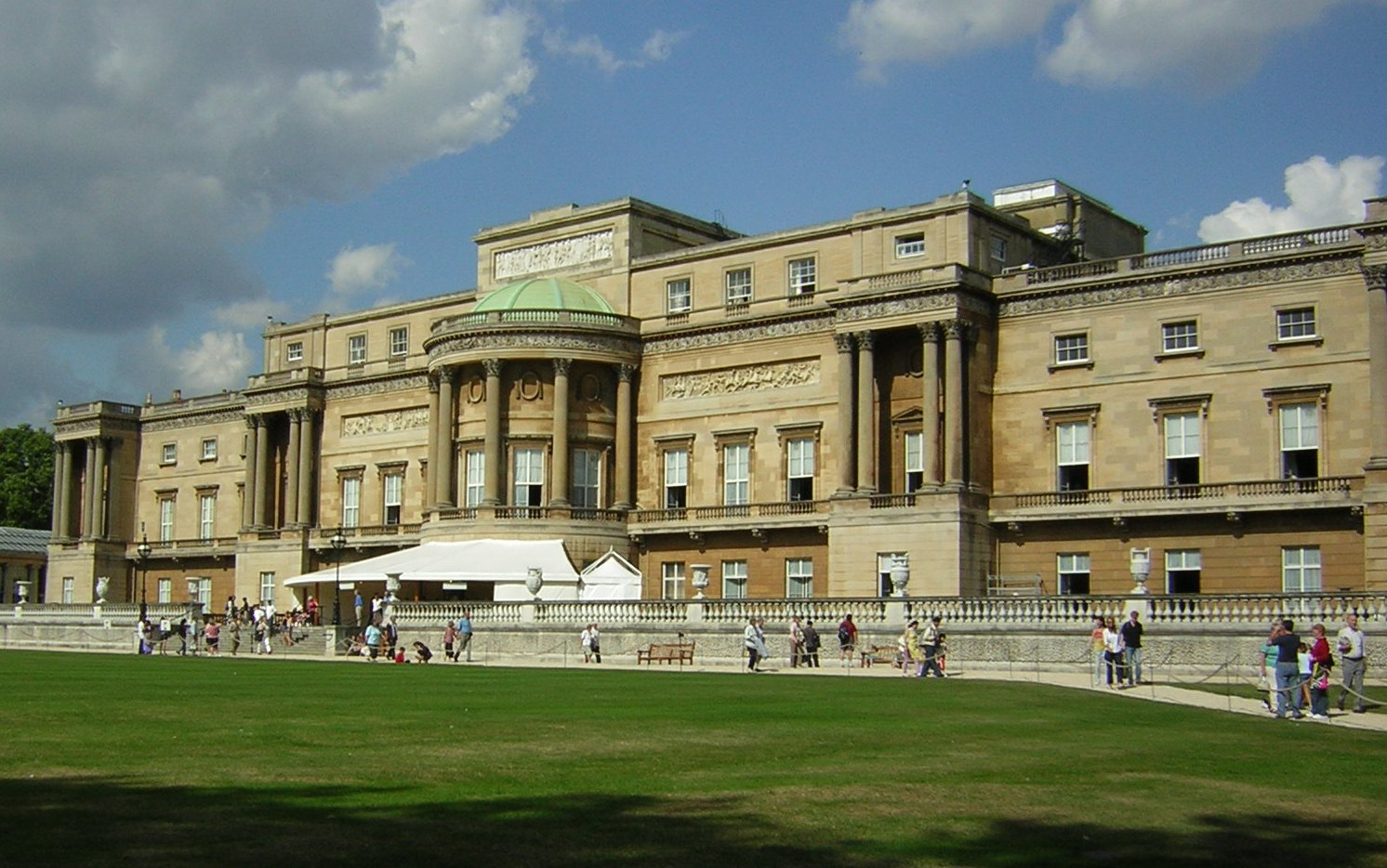
Mặt tiền Vườn Cung điện Buckingham
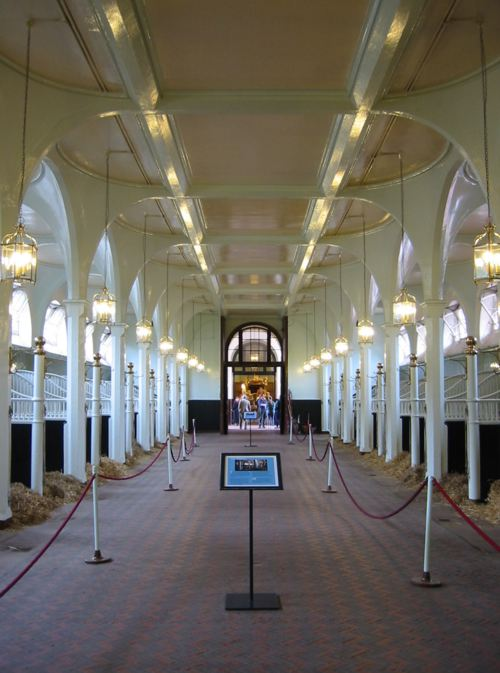
The Royal Mews, Cung điện Buckingham
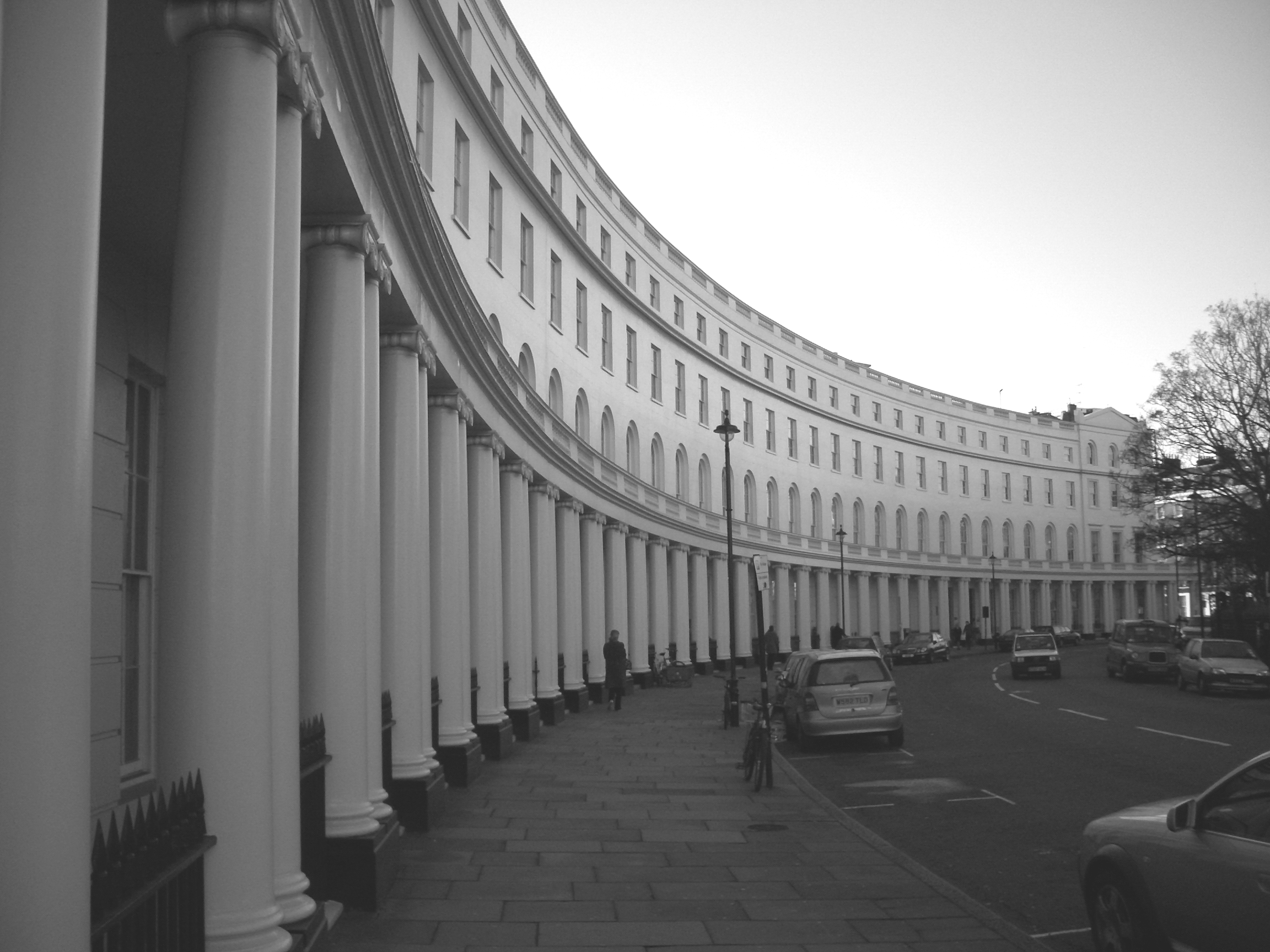
Park Crescent
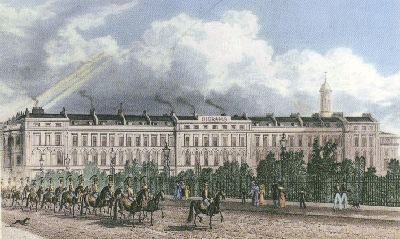
East side, Park Square
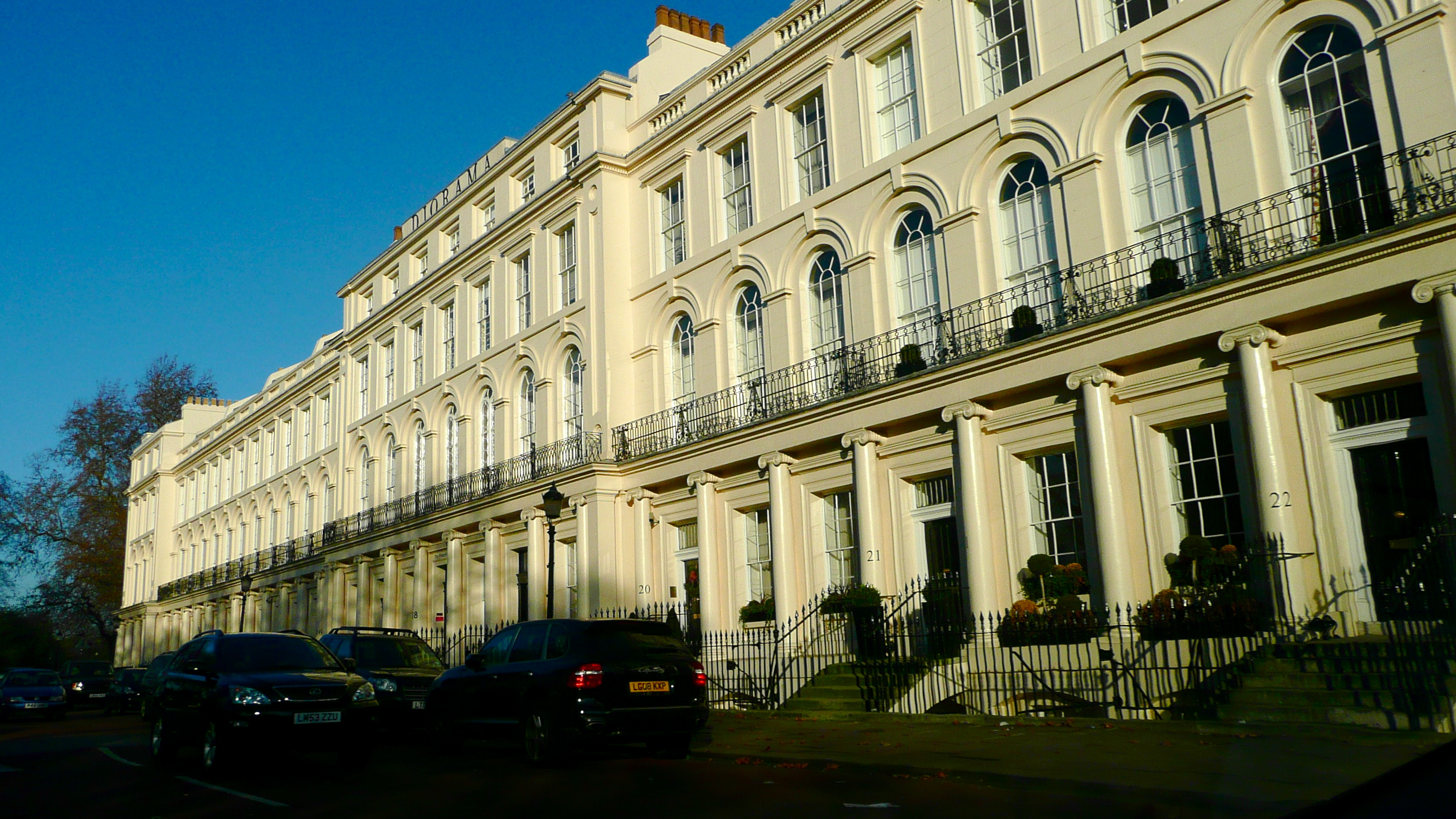
West side, Park Square
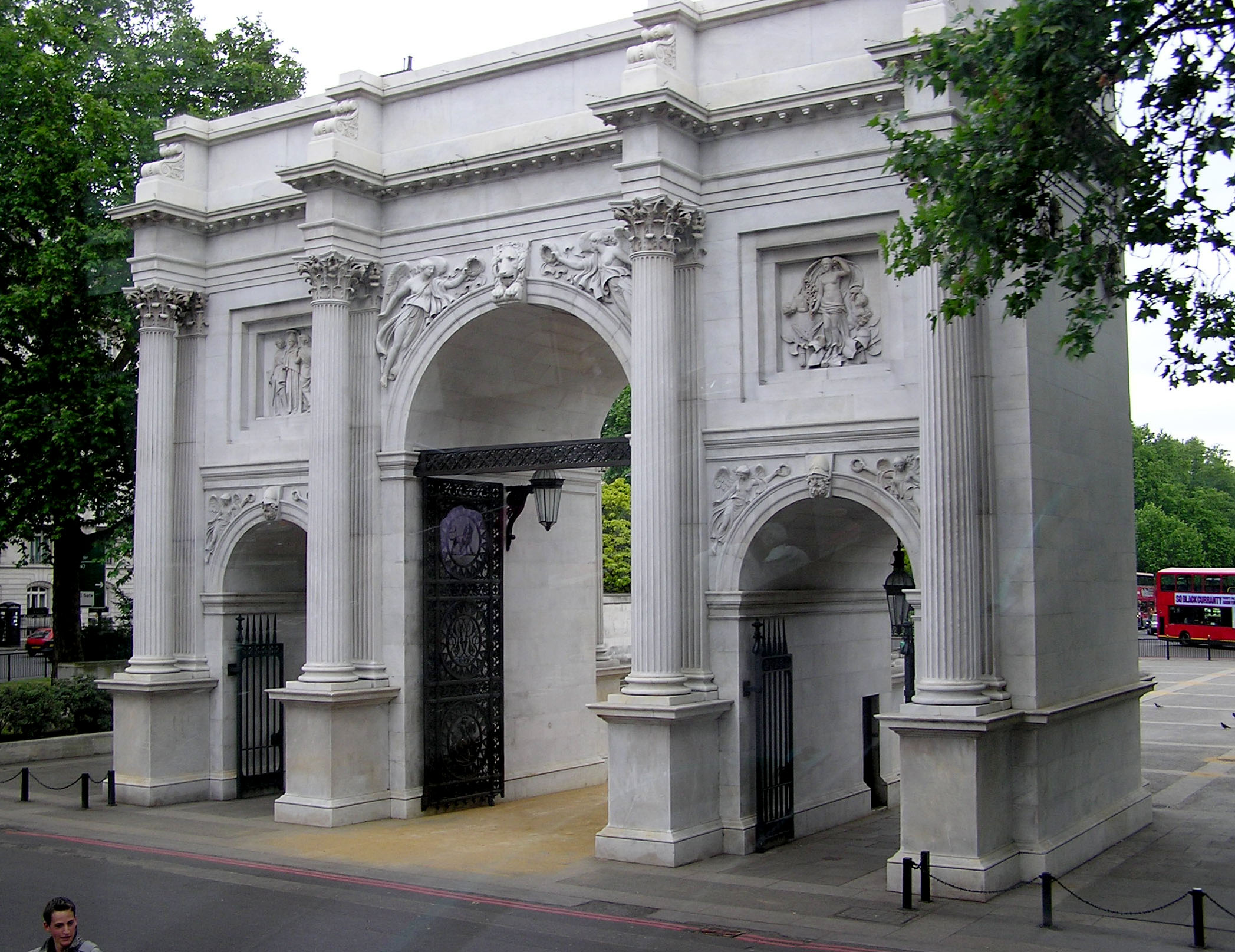
Marble Arch
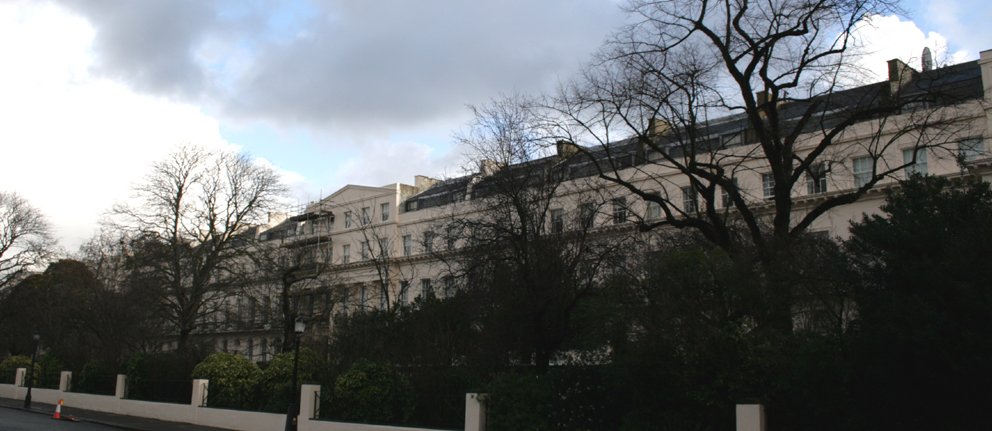
Chester Terrace
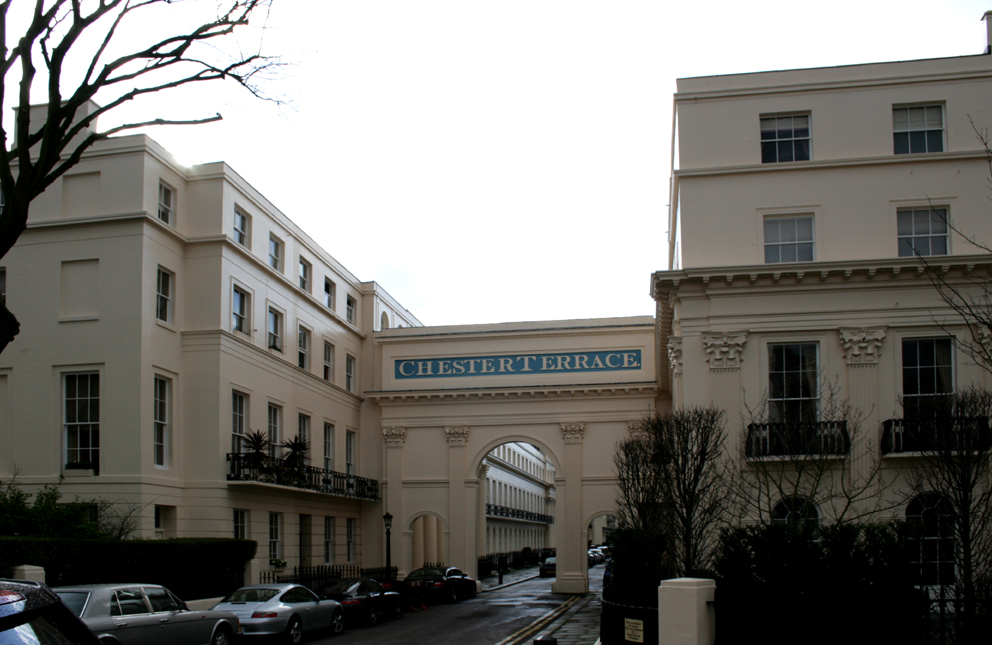
Detail, Chester Terrace
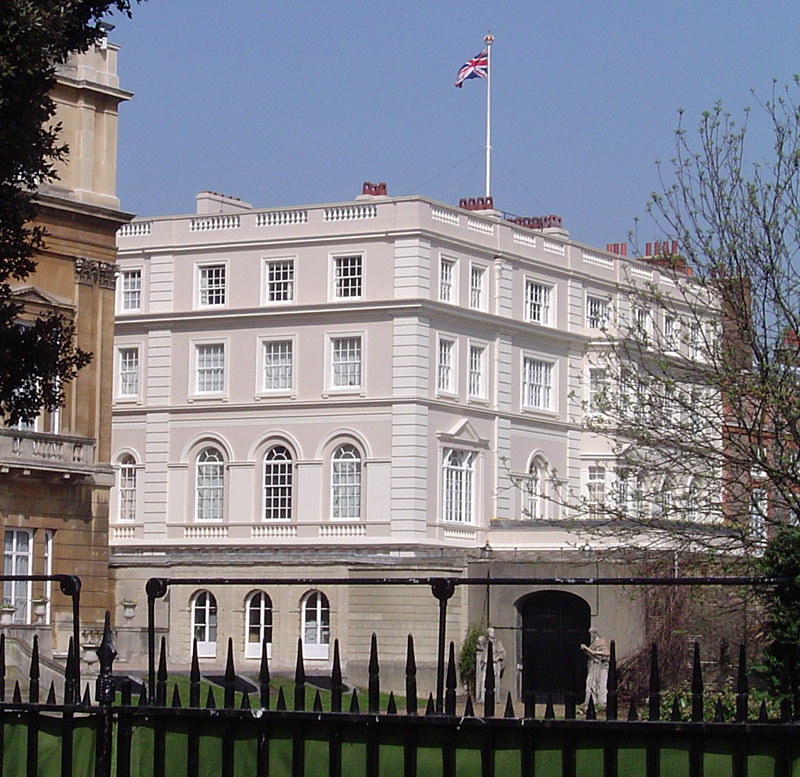
Clarence House
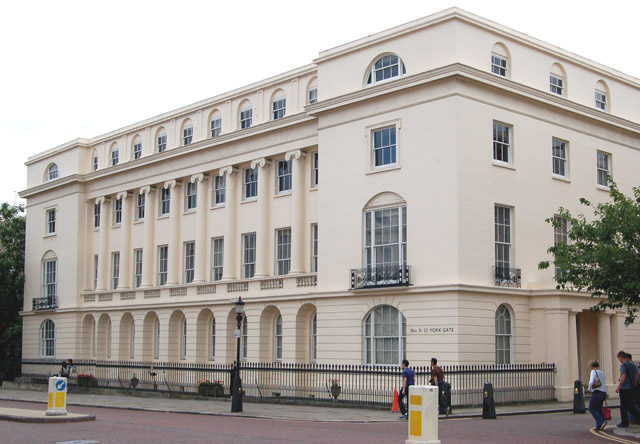
Cổng York
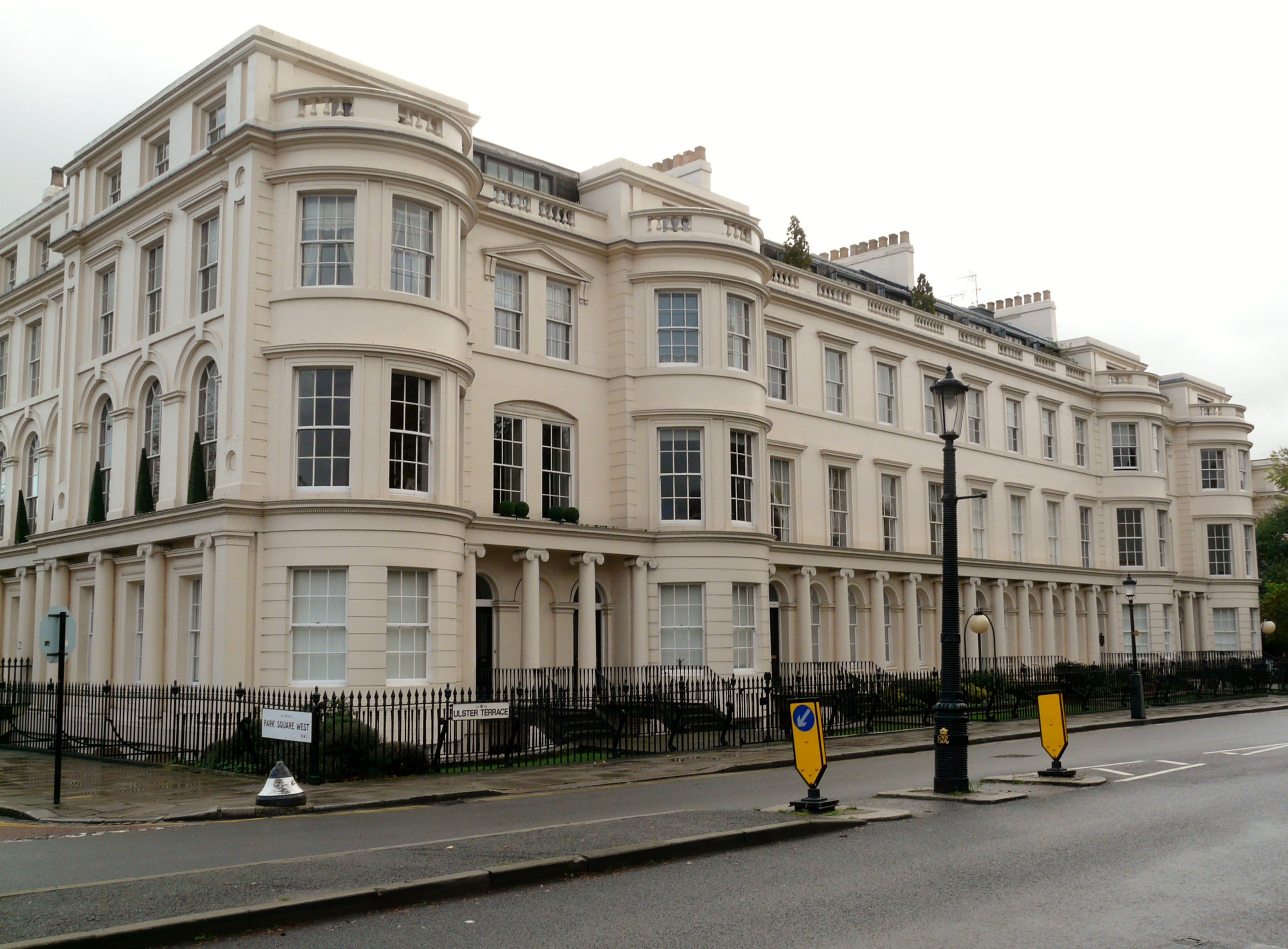
Ulster Terrace
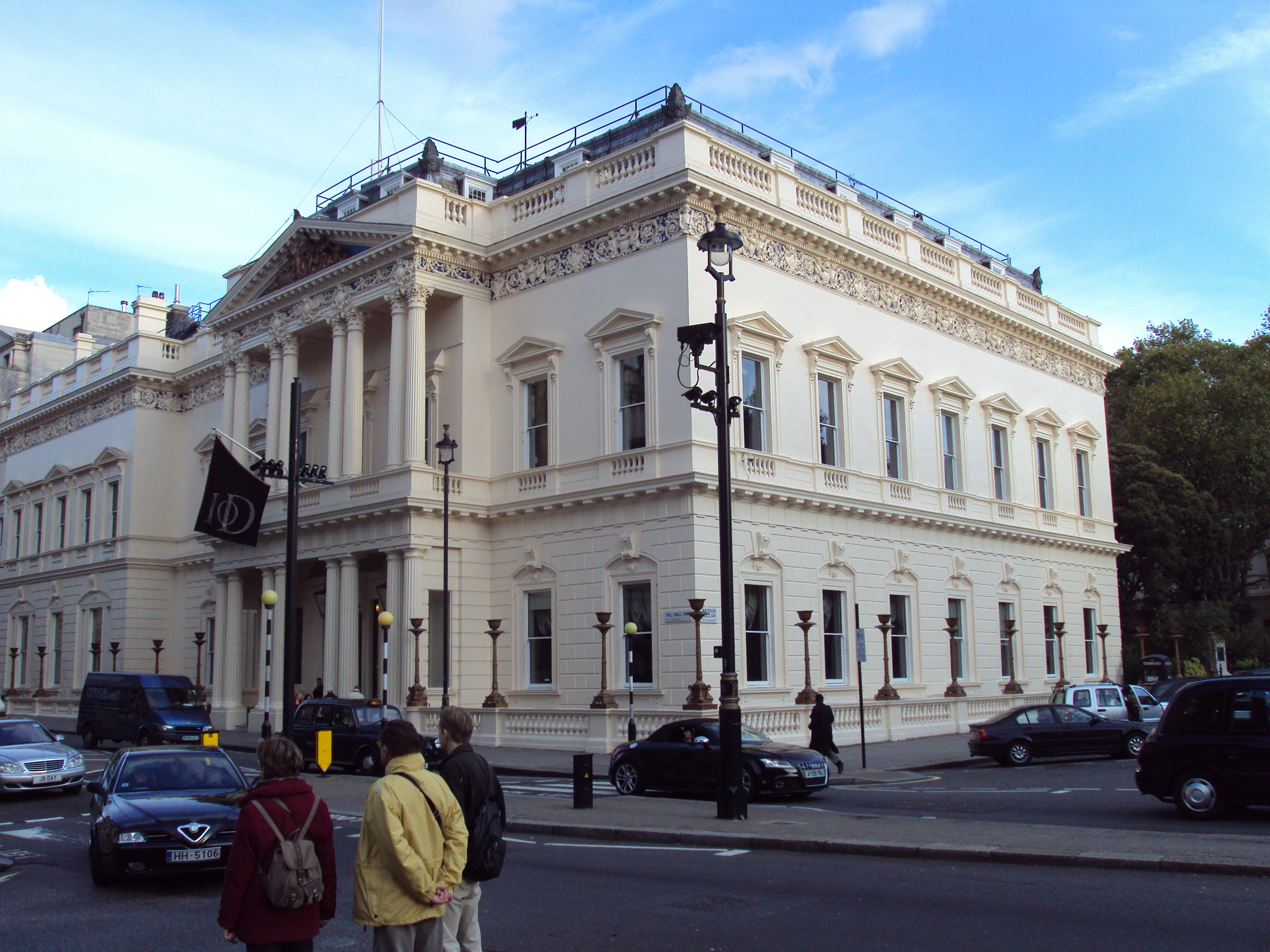
Former United Services Club
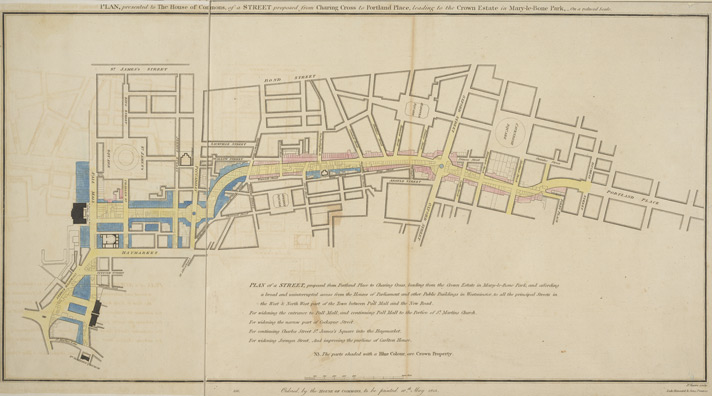
Nash's plan for Regent Street
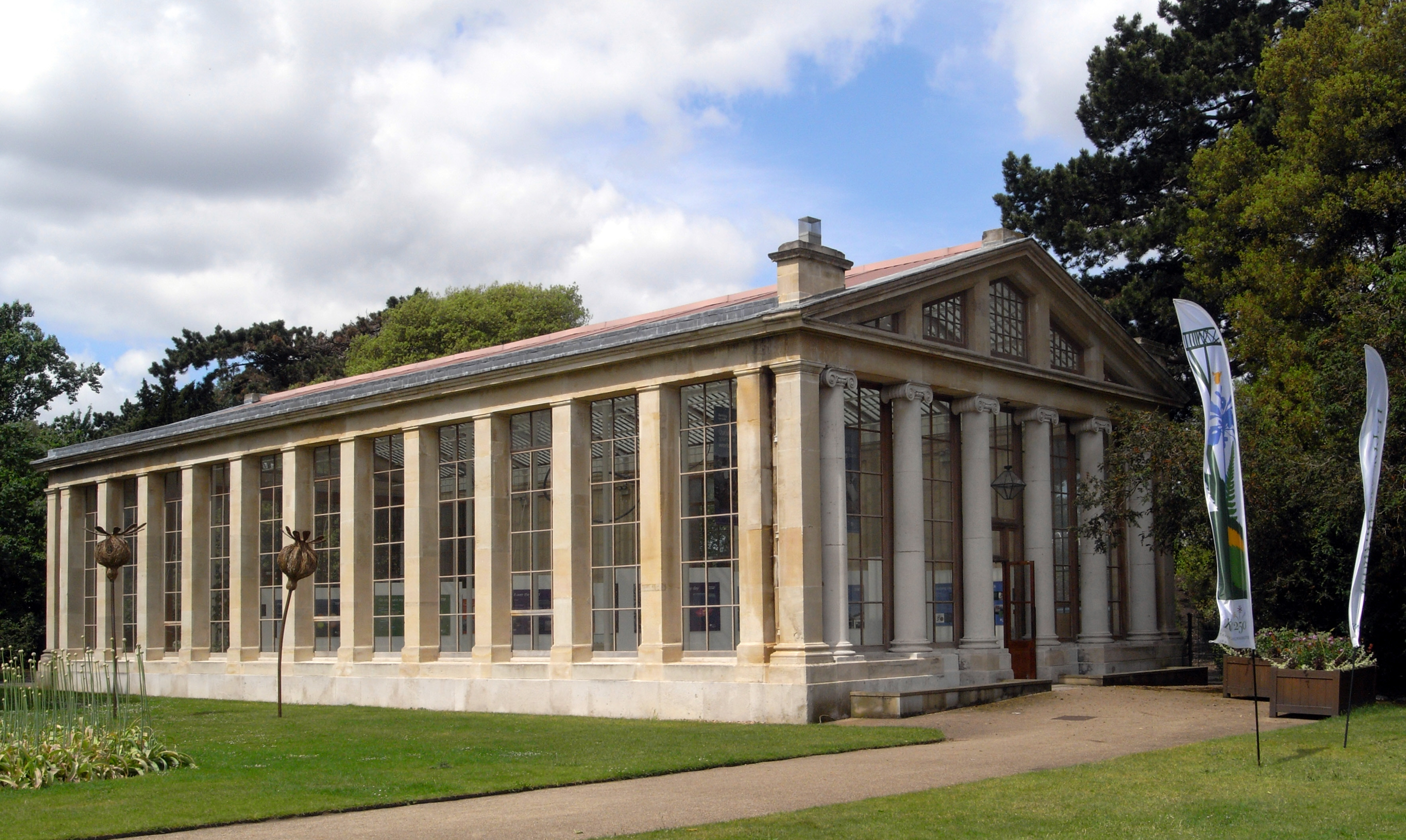
Conservatory, Vườn Kew
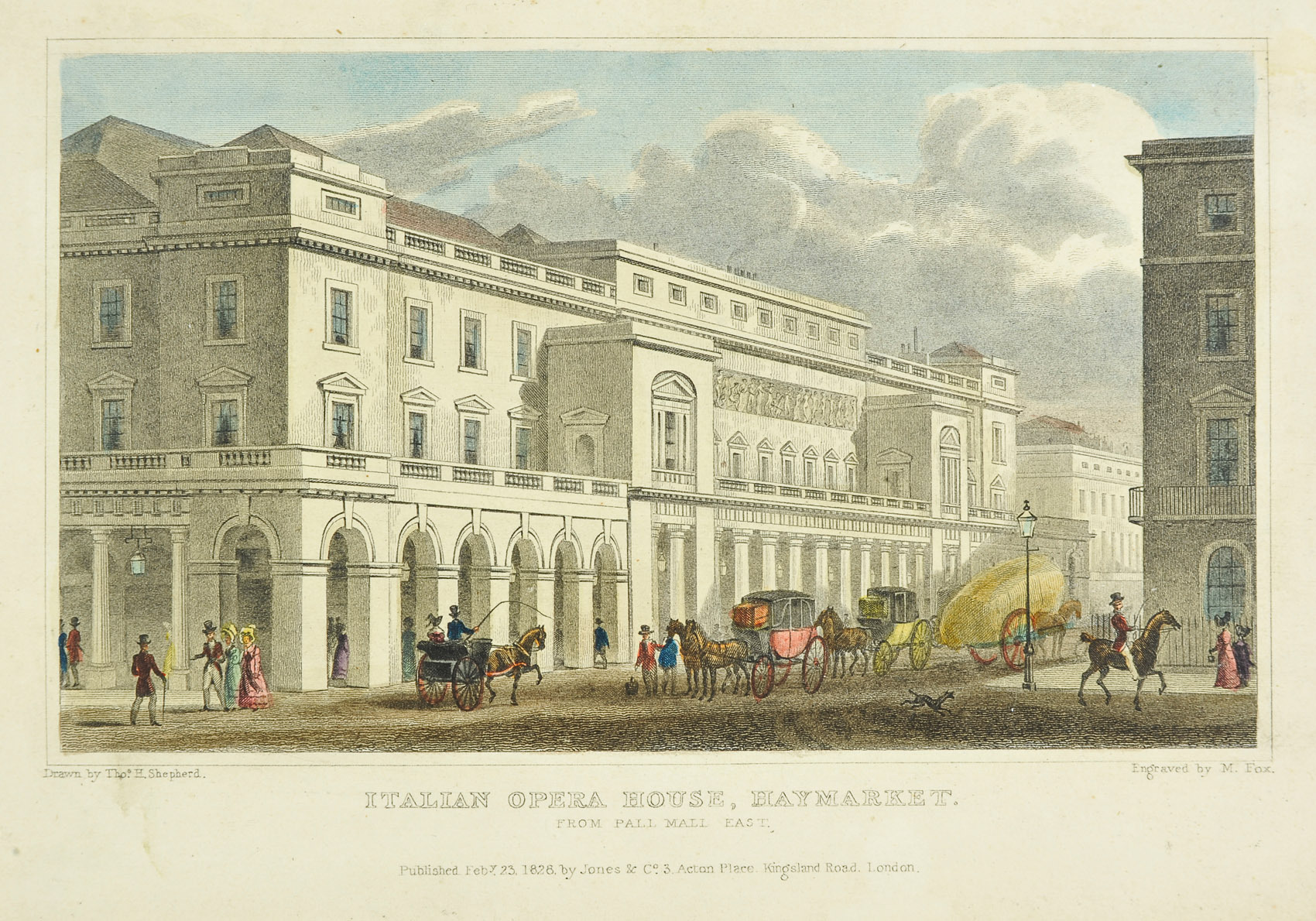
Nhà hát Opera Hoàng đế, demolished
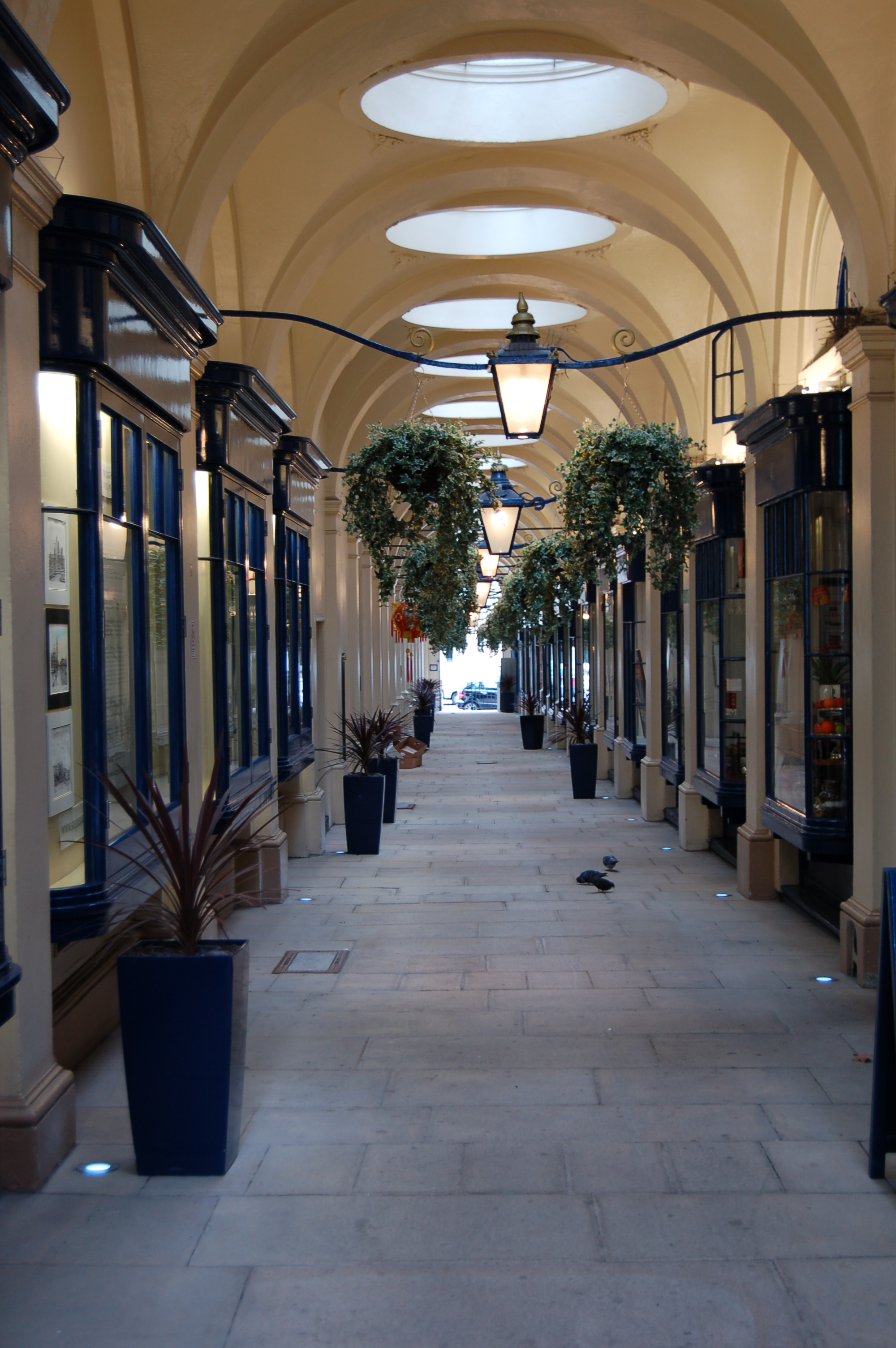
Royal Opera Arcade
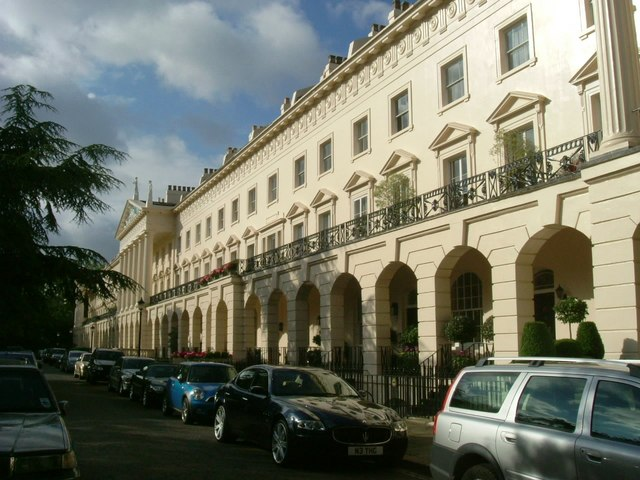
Hanover Terrace
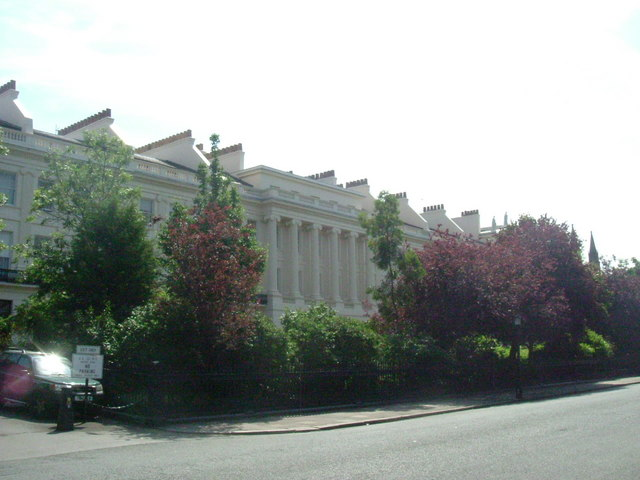
Gloucester Gate
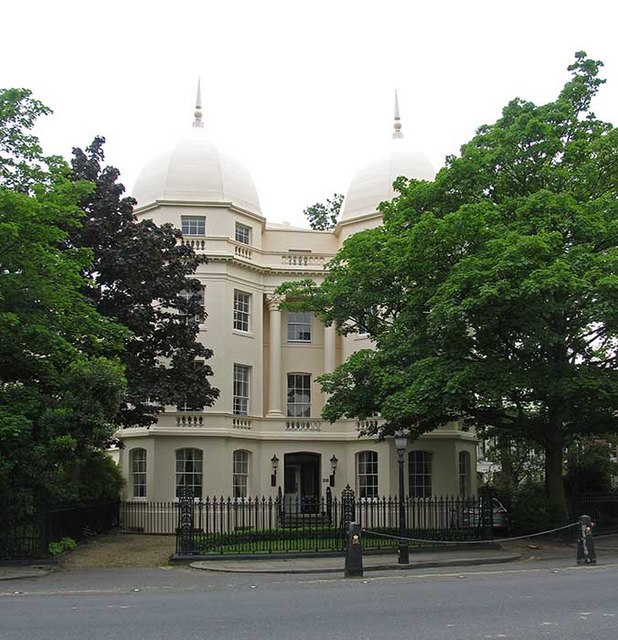
Sussex Place
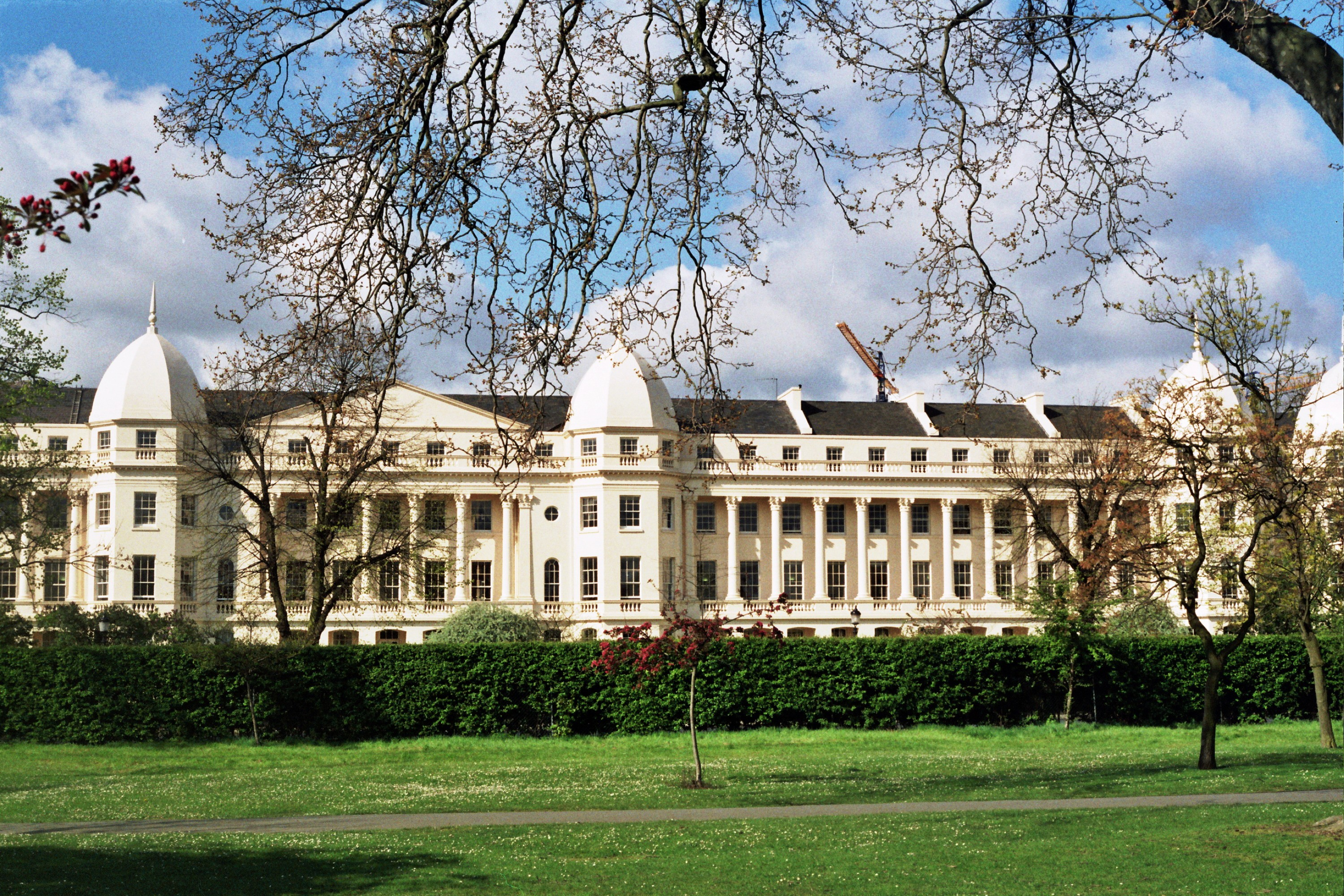
Sussex Place
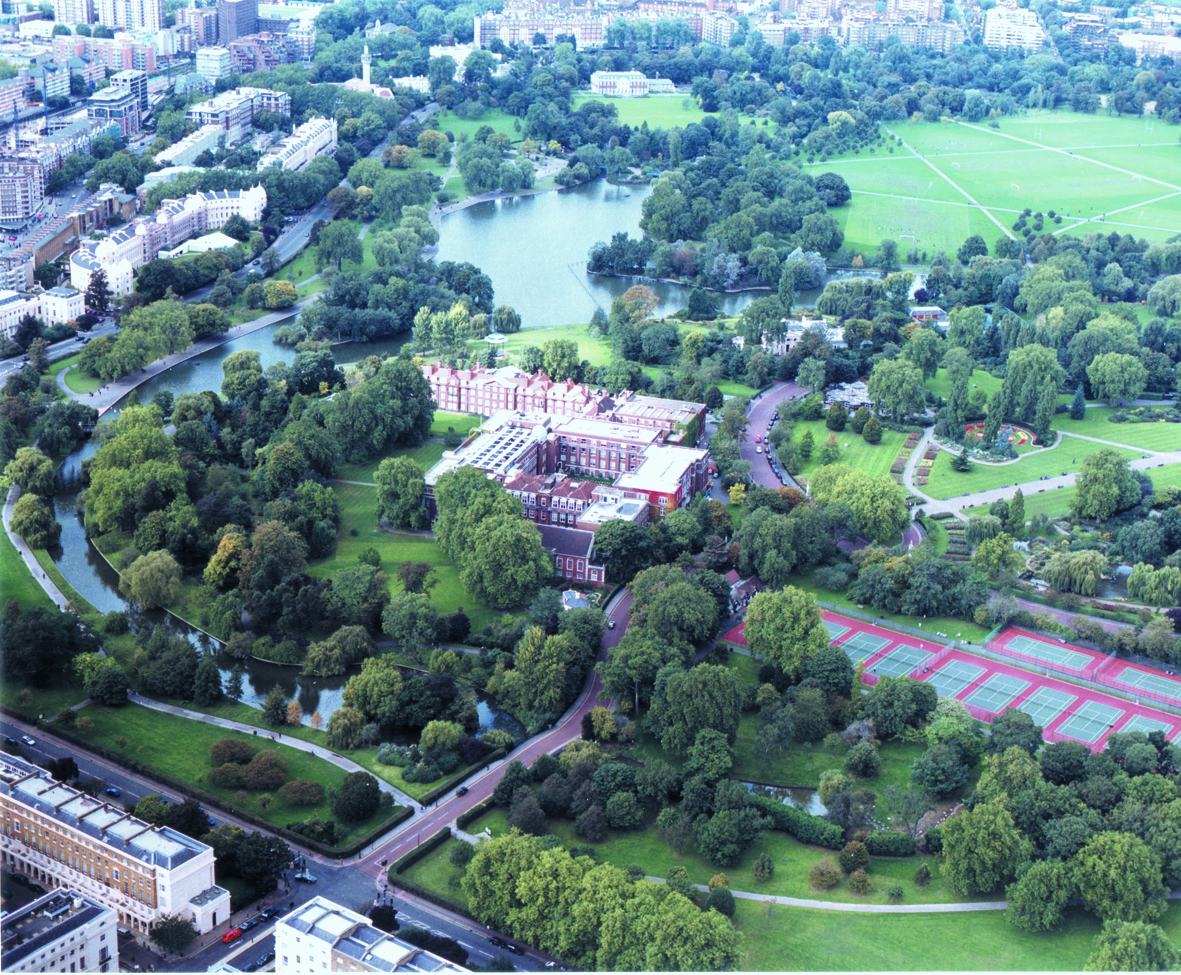
Công viên Regent
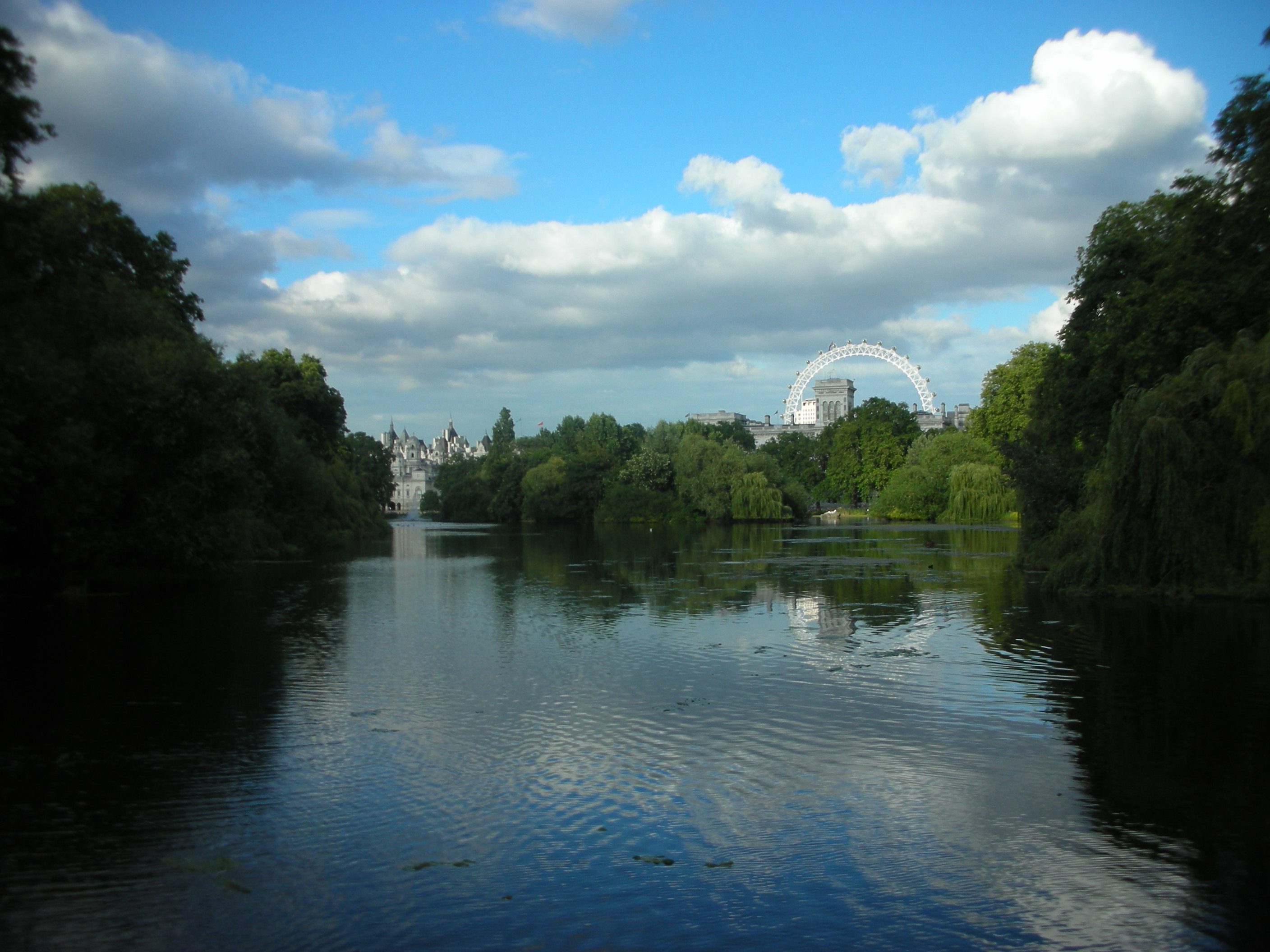
Công viên St. James's Park, hồ Nash's
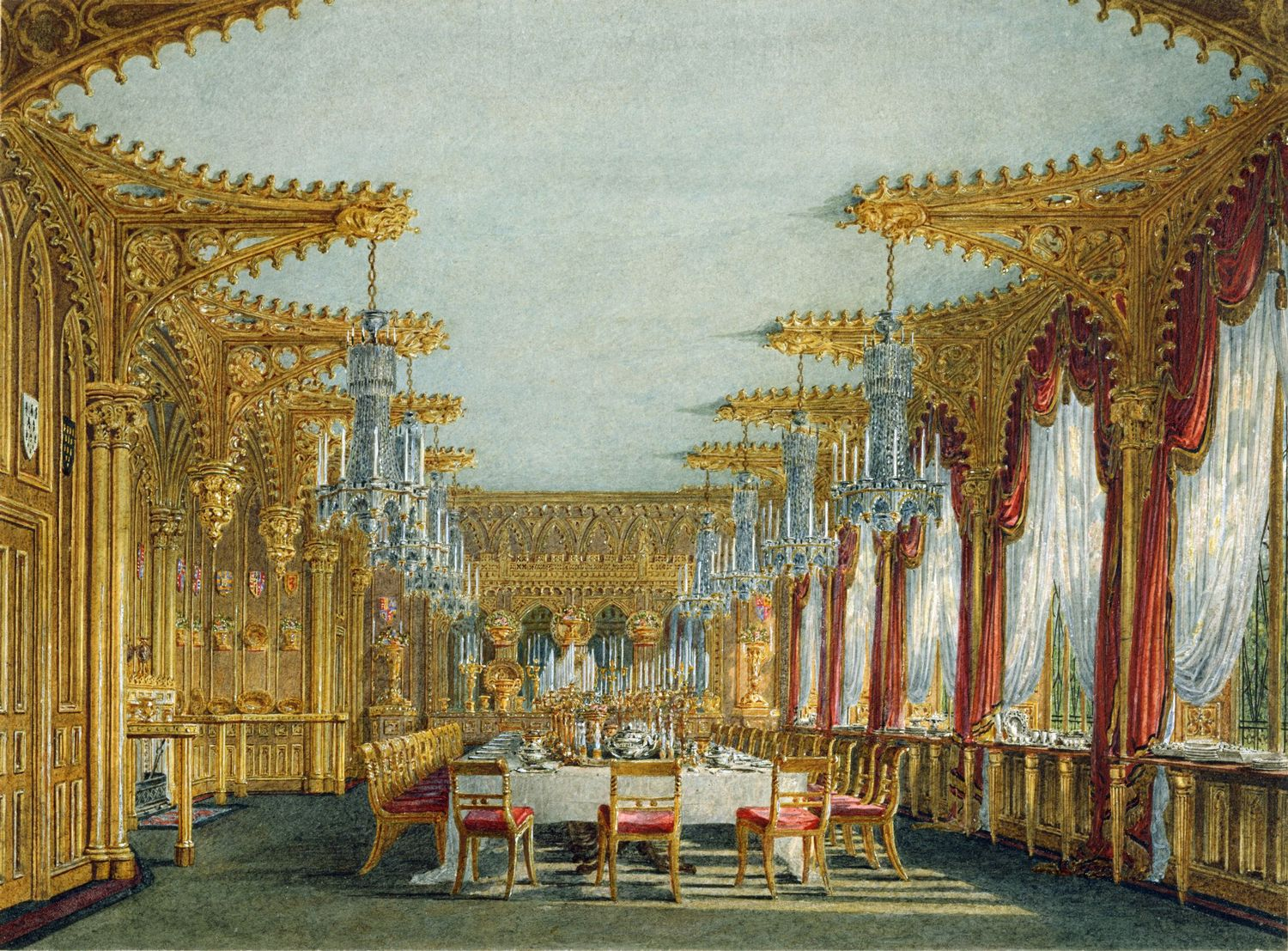
The Gothic Dining Room, Carlton House, Destroyed
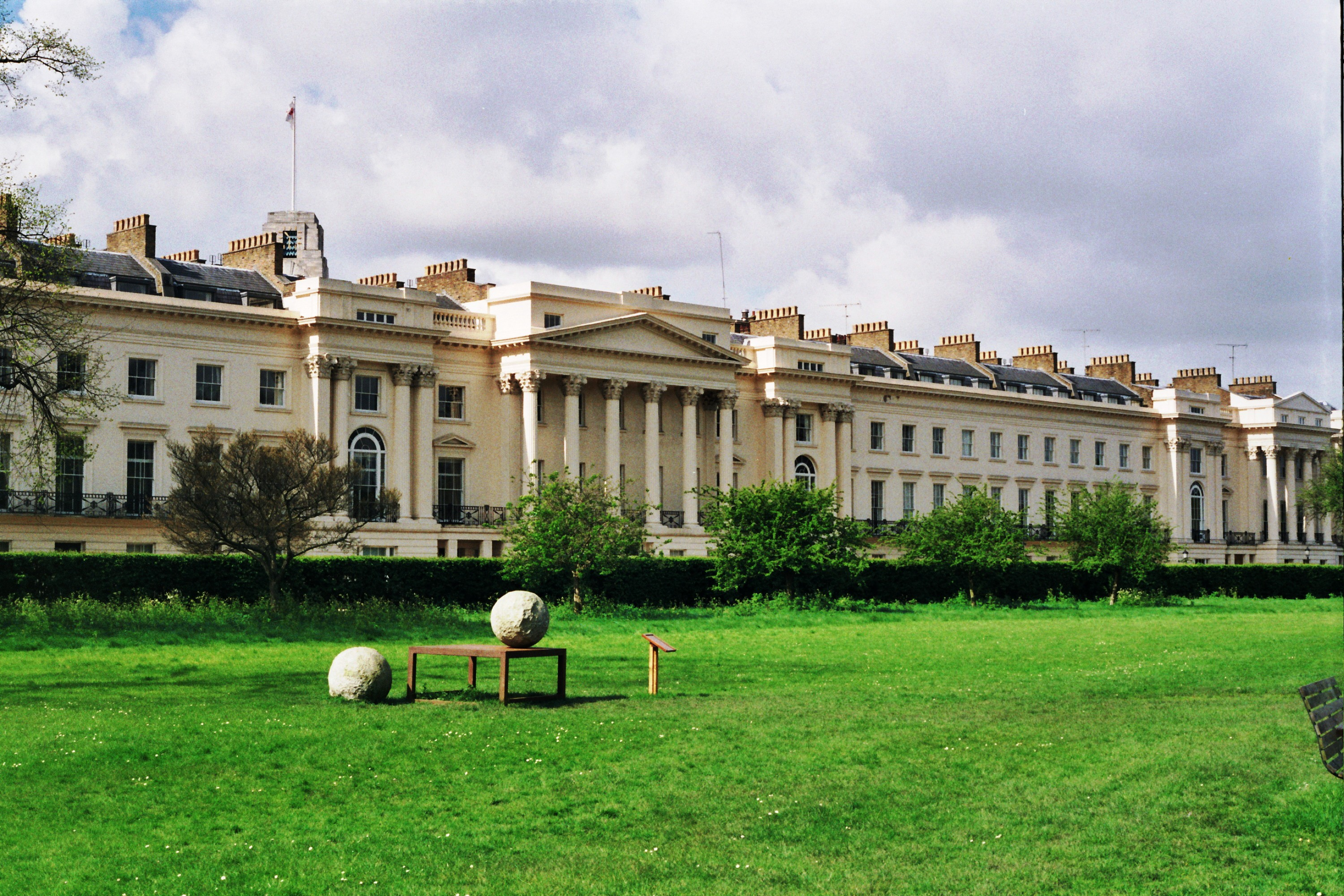
York Terrace
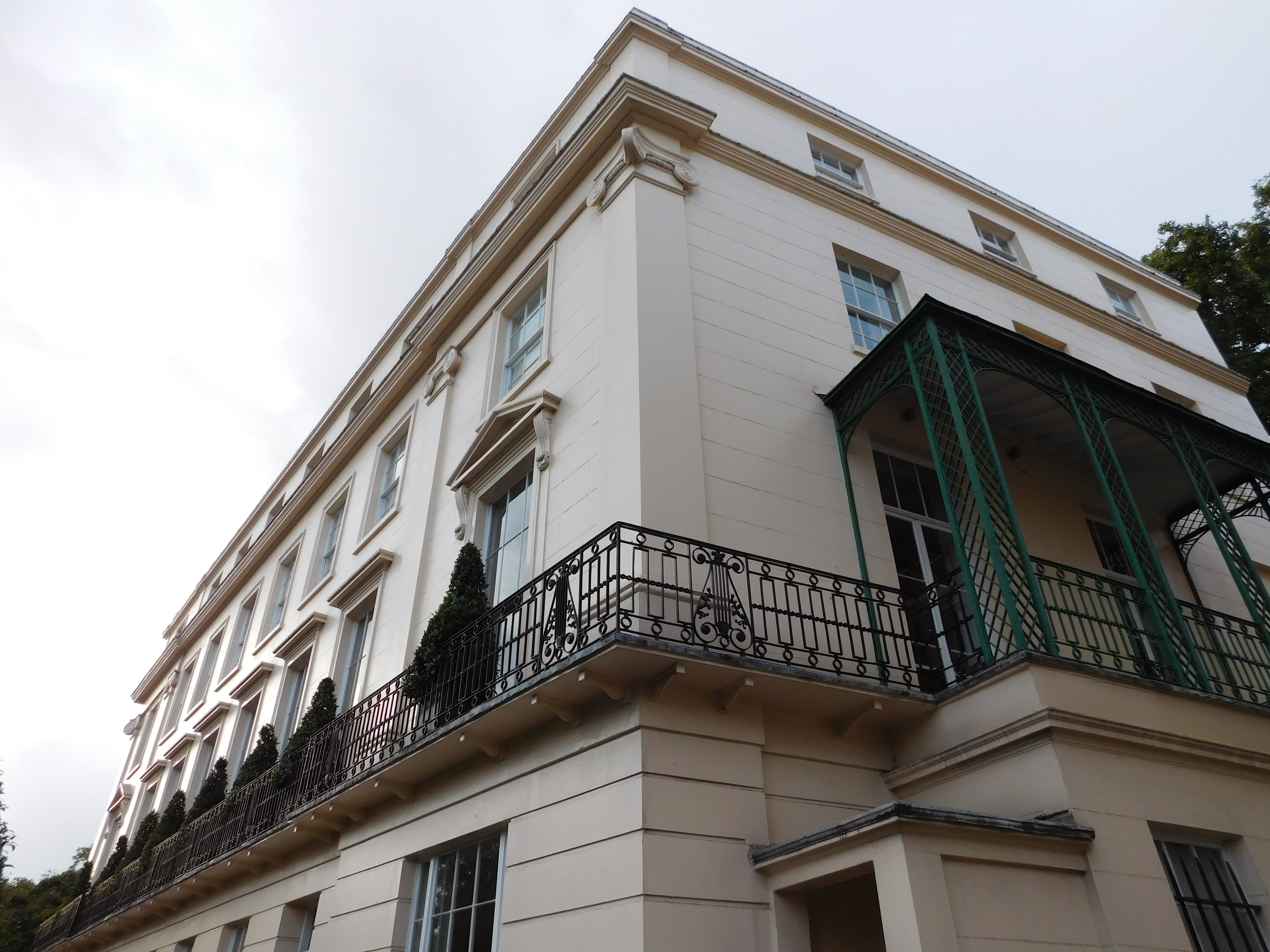
Albany Terrace
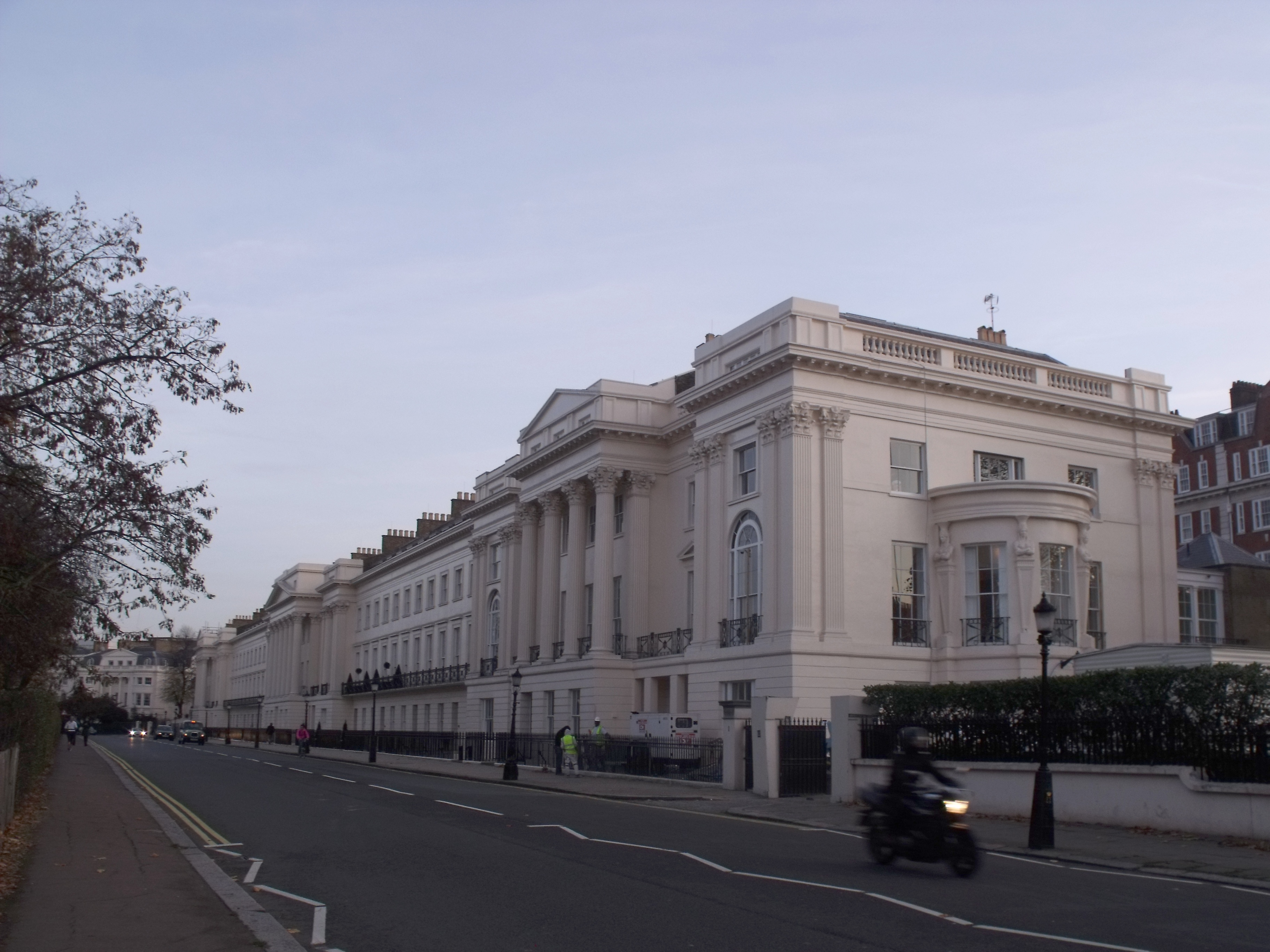
Cornwall Terrace